# Kościół św. Wojciecha w Królewcu

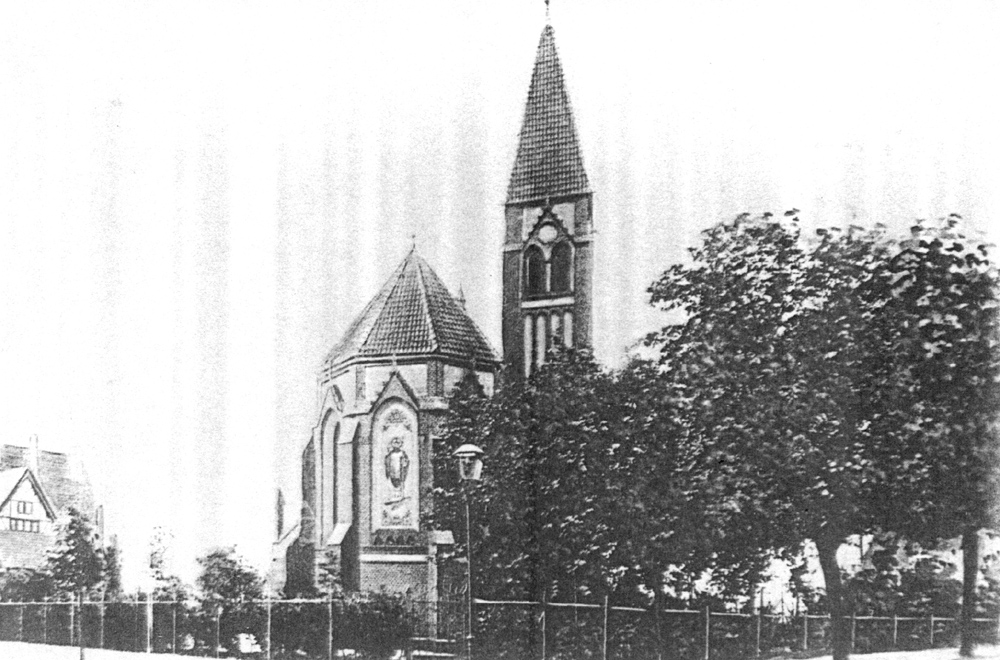
Kościół św. Wojciecha w Królewcu od strony wsch. na starej pocztówce

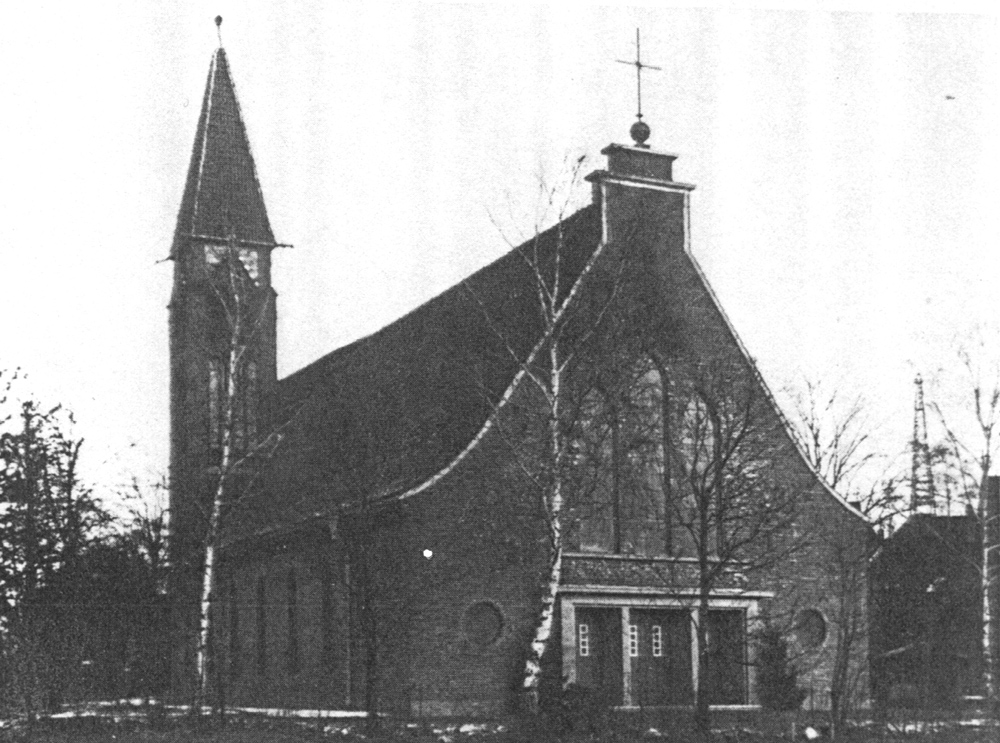
Kościół św. Wojciecha po rozbudowie w 1932 r.

Kościół św. Wojciecha w Królewcu – neogotycka dawna świątynia katolicka, obecnie laboratorium badawcze.
Budowla (ros. Kircha Sw. Adalberta - Кирха Св. Адальберта) wznosi się na terenie dawnej dzielnicy Amalienau, przy alei Zwycięstwa (ros. Проспект Победы; przed 1945 niem. Lawsker Allee). Parafia, podobnie jak powstały nieco wcześniej na przeciwległym krańcu alei ewangelicki kościół Luizy, obejmowała willowe przedmieścia miasta.
Projekt wykonał miejscowy architekt Fritz Heitmann. Kamień węgielny pod budowę kaplicy (niem. St. Adalbertskapelle) położono 16 czerwca 1902, poświęcenie gotowej świątyni nastąpiło 14 listopada 1904 r. Koszty budowy i wyposażenia wyniosły około 100 tysięcy marek. Była to niewielka, lecz dzięki korzystnej sytuacji urbanistycznej z daleka widoczna, ceglana budowla salowa, o smukłych proporcjach, oszkarpowana, o pięciobocznym zamknięciu części prezbiterialnej i z wieżą, asymetrycznie dobudowaną od północy. Długość kaplicy wynosi 13,80 m, szerokość 6,60 m, wysokość wnętrza 10,40 m. W zamurowanej niszy okna wschodniego mieścił się wizerunek św. Wojciecha na złotym tle, co prawdopodobnie było rozwiązaniem zaczerpniętym z zamknięcia kościoła zamkowego w Malborku. W 1921 na cmentarzu parafialnym spoczął projektant.
Od początku planowano rozbudowę świątyni, co zrealizowano w 1932 w formie szerokiej i stosunkowo niskiej nawy. Odtąd świątynia zyskała status kościoła. Podczas walk o Królewiec w 1945, zniszczeniu uległa nawa, którą następnie rozebrano, i hełm wieży. Ocalała pierwotna kaplica, która do 1975 mieściła pracownię protez, następnie obserwatorium naukowe magnetyzmu ziemskiego i jonosfery IZMIRAN (obecnie ros. Issledowatelskij institut ziemnogo magnetizma AN FR - Исследовательский институт земного магнетизма АН РФ - ИЗМИРАН), co łączyło się z przebudową wnętrza i podziałem na kilka kondygnacji.
Plebania i cmentarz nie zachowały się.
Już w średniowieczu św. Wojciech był jednym z patronów kościoła katedralnego na Knipawie. Obecnie wezwanie św. Wojciecha-Adalberta nosi odrodzona po upadku ZSRR w 1991 r. parafia rzymskokatolicka, której jednak nie udało się odzyskać świątyni. Mieści się w północnej części miasta, przy ul. Aleksandra Newskiego (ros. ul. Aleksandra Newskogo – ул. Александа Невского). Kompleks zabudowań, wznoszonych od 1998 r. i konsekrowanych 18 września 2005, składa się z bezwieżowego kościoła, kaplicy Matki Boskiej Fatimskiej i łączącego je budynku parafialnego. Proboszczem jest ks. Jerzy Steckiewicz. Nabożeństwa odprawiane są w językach rosyjskim i polskim. W 2006 odsłonięto tablice pamiątkowe ku czci Jana Kochanowskiego i Polaków pomordowanych na terenie dzisiejszego obwodu królewieckiego w latach II wojny światowej.